# Espacio de Memoria ex Comisaría Cuarta de Santa Fe

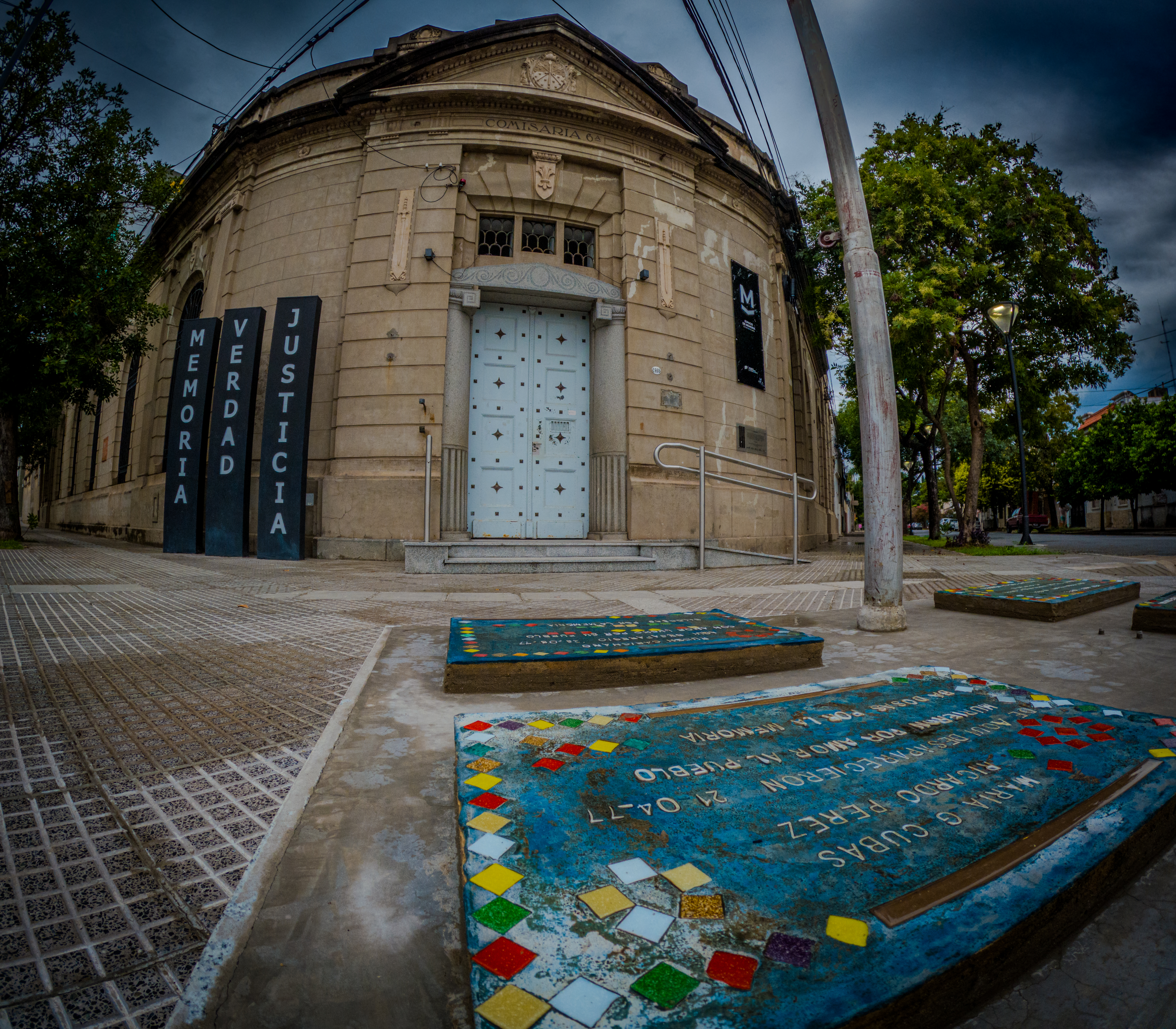
Fachada del Espacio de Memoria ex Comisaría Cuarta en la ciudad de Santa Fe

El Espacio de Memoria ex Comisaría Cuarta de Santa Fe es un ex Centro Clandestino de Detención (CCD) y Sitio de Memoria ubicado en la intersección de las calles Tucumán y Dr. Zavalla en la ciudad de Santa Fe (Argentina). Se estima que por el lugar pasaron más de 400 detenidos y detenidas de forma ilegal desde 1975 y durante la última dictadura cívico militar. Es donde funciona actualmente el Archivo Provincial de la Memoria de Santa Fe.

## Historia

### Antecedentes
La Comisaría Cuarta de la ciudad de Santa Fe era la encargada de las tareas de inteligencia, realizada por efectivos policiales identificados como "La Patota". Allí las personas detenidas de forma ilegal fueron sometidas a tormentos, violaciones y simulacros de ejecución. En el año 1984, la CONADEP (Comisión Nacional sobre la Desaparición de Personas), identificó a la comisaría como "un centro de información". En el informe Nunca Más se menciona a la comisaría como un lugar legal de detención que constantemente recibía "detenidos no reconocidos". Hay testimonios de presos políticos alojados en la Unidad Penal de Coronda que señalaron haber sido trasladados a la comisaría para realizarles interrogatorios.
Durante la elaboración del informe, la delegación Santa Fe de la CONADEP, junto con un grupo de sobrevivientes del terrorismo de Estado, procedieron a realizar el primer reconocimiento de la Comisaría Cuarta, como Centro Clandestino de Detención y Tortura. En aquel reconocimiento se detectaron cambios que se habían realizado en el edificio para intentar modificar el recorrido de las víctimas, lo que quedó asentado en las actas y sirvieron de base para los juicios posteriores a 2006. Es así que las causas Brusa, Facino, Brusa II,  Vera Candioti y Megacausa Rafaela, se determinó el funcionamiento de la Comisaría Cuarta de Santa Fe como centro clandestino de detención y torturas, siendo además el sitio de desaparición y muerte de Alicia Adela López y la detención ilegal y tormentos seguidos de muerte de Rubén Carignano. En el desarrollo de esos juicios por crímenes de Lesa Humanidad fueron condenados los responsables, entre quienes se encuentran los ex comisarios Mario Facino y Ricardo Ferreyra.

### Espacio de Memoria

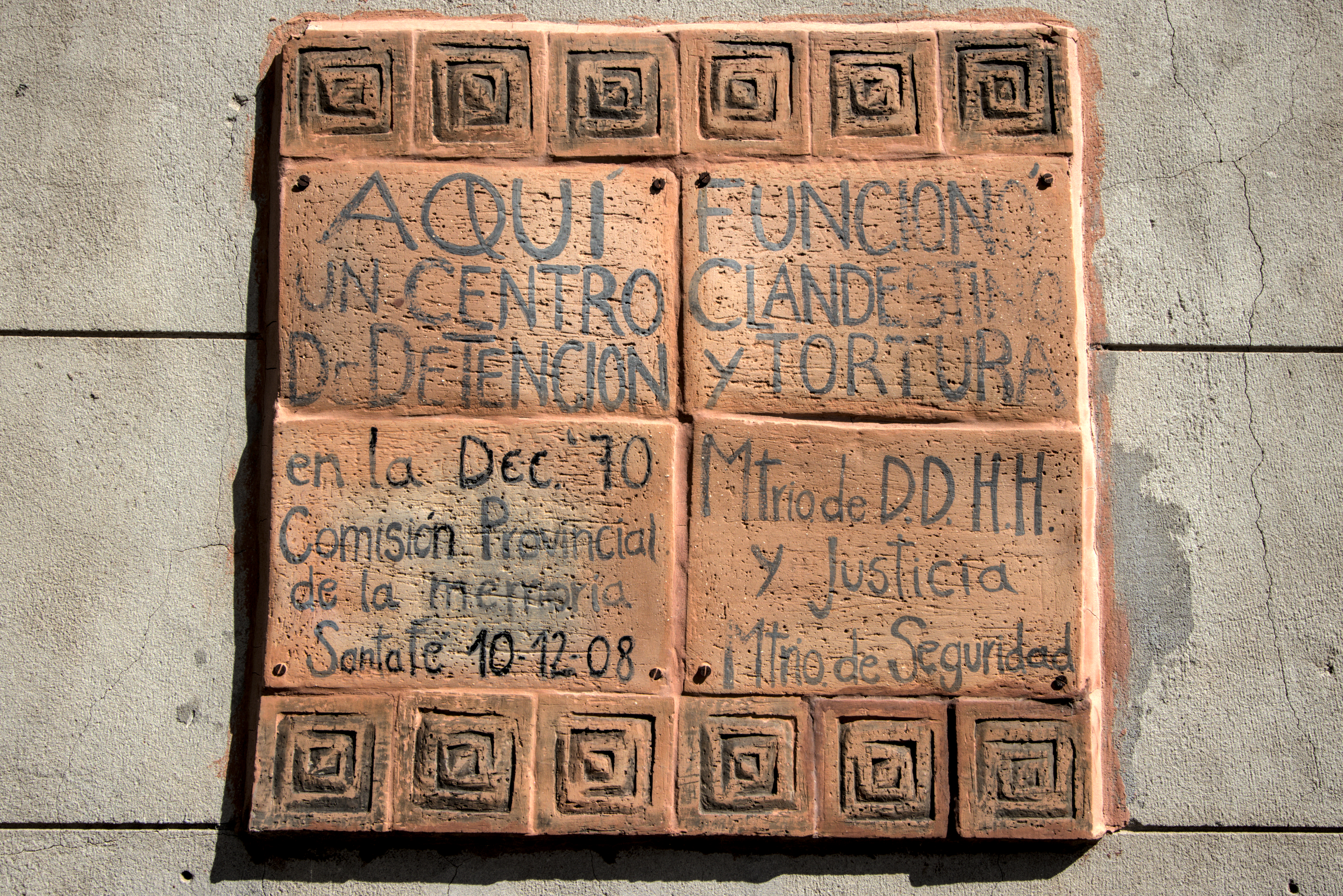
Placa de señalización como sitio de memoria colocada en 2008

La transformación de la Comisaría Cuarta, en un Espacio de Memoria, ha sido un objetivo sostenido a lo largo de los años por los organismos de derechos humanos, diversas instituciones y entidades de la ciudad. La constancia de este reclamo se plasmó en múltiples acciones tales como actos, documentos, proyectos de Ley y petitorios, entre otras.
En diciembre de 2008, se realizó su señalización como Sitio de Memoria, mediante la colocación de una placa.

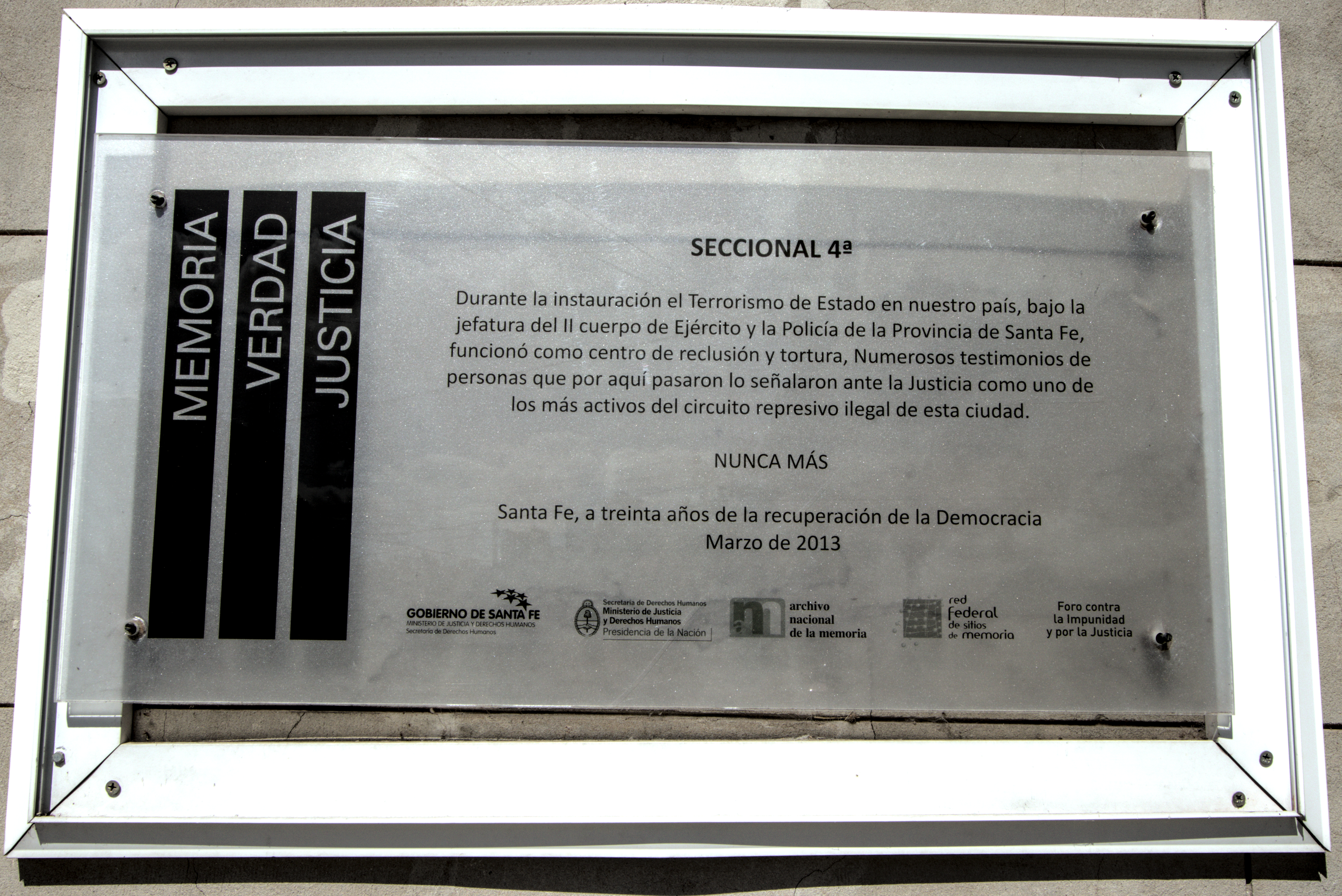
Placa conmemorativa colocada en 2013

Finalmente en mayo de 2016 fue sancionada la Ley N°13.528, por la Legislatura provincial, que declara ”espacio de memoria el inmueble donde tiene su asiento la comisaría cuarta de la ciudad de Santa Fe, ubicado en calle Dr. Zavalla N° 2498, el que fuera utilizado como centro ilegal de detención, tortura, muerte y desaparición contra militantes políticos durante el terrorismo de Estado ejercido hasta el 10 de diciembre de 1983”.

### Comisión del Espacio de Memoria
Simultáneamente crea la Comisión del Espacio de Memoria con el objetivo de velar por la preservación del Espacio de Memoria Ex Comisaría Cuarta, promover actividades participativas y proponer exhibiciones, muestras, cursos, conferencias, tareas de capacitación e investigación, publicaciones y cualquier otro tipo de acciones sobre los temas de su incumbencia.
El 24 de marzo de 2018, el gobierno Provincial anunció la recuperación del edificio de la Ex Comisaría Cuarta para su funcionamiento como Espacio de la Memoria.
A partir de ese momento se convocó a las instituciones nombradas en la Ley para formar una comisión encargada de llevar adelante la adecuación del espacio.

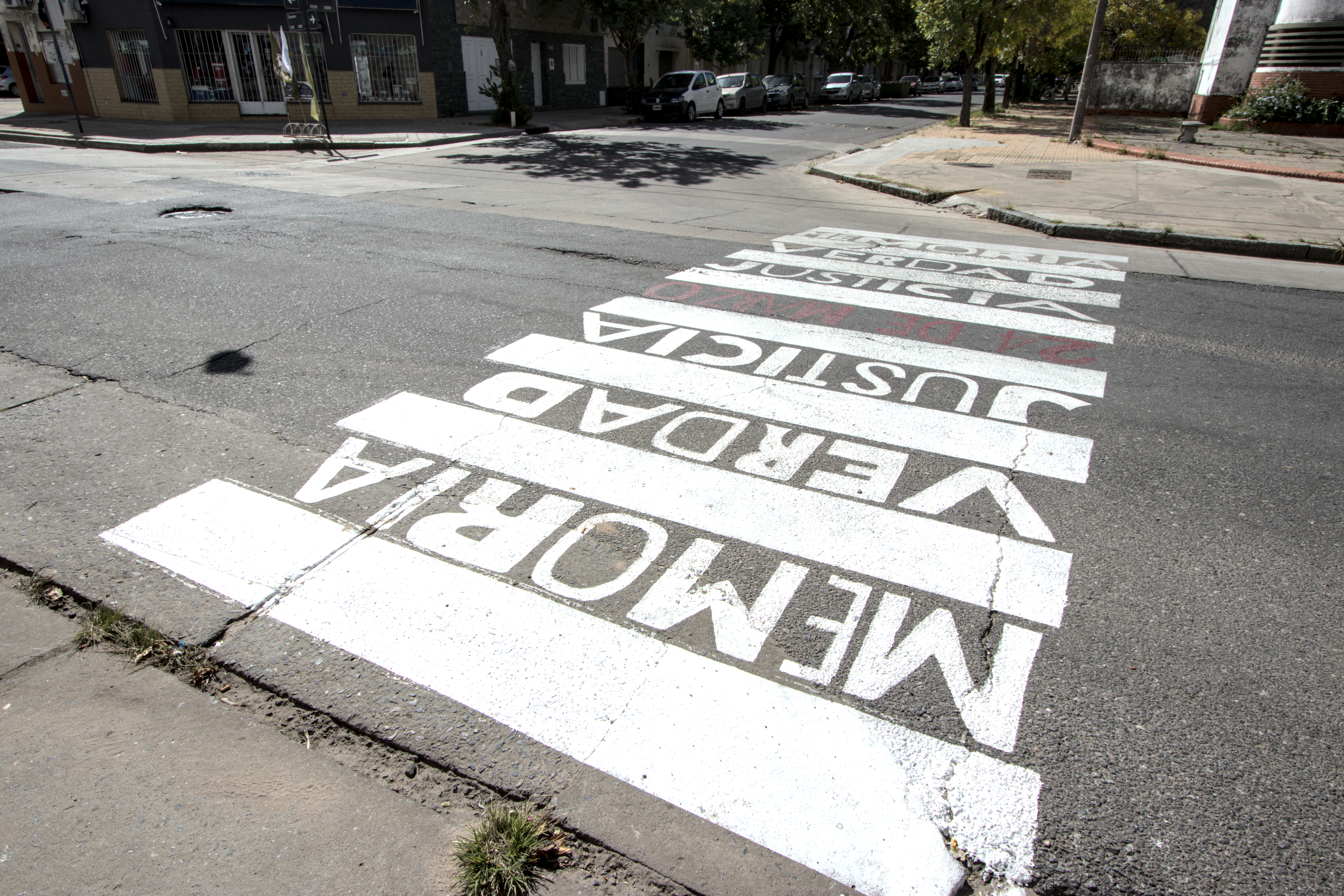
Intervención en la bocacalle
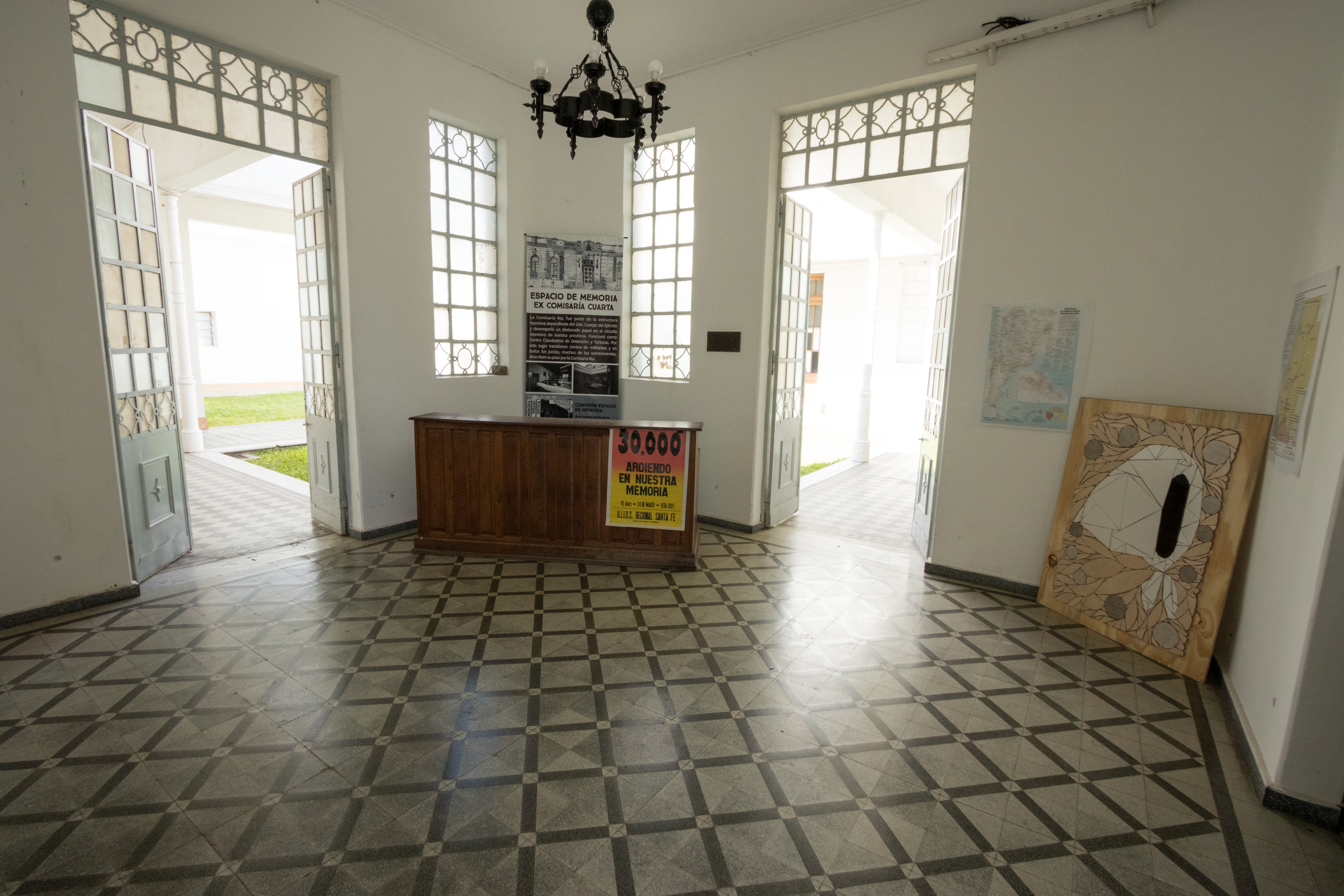
Hall de ingreso
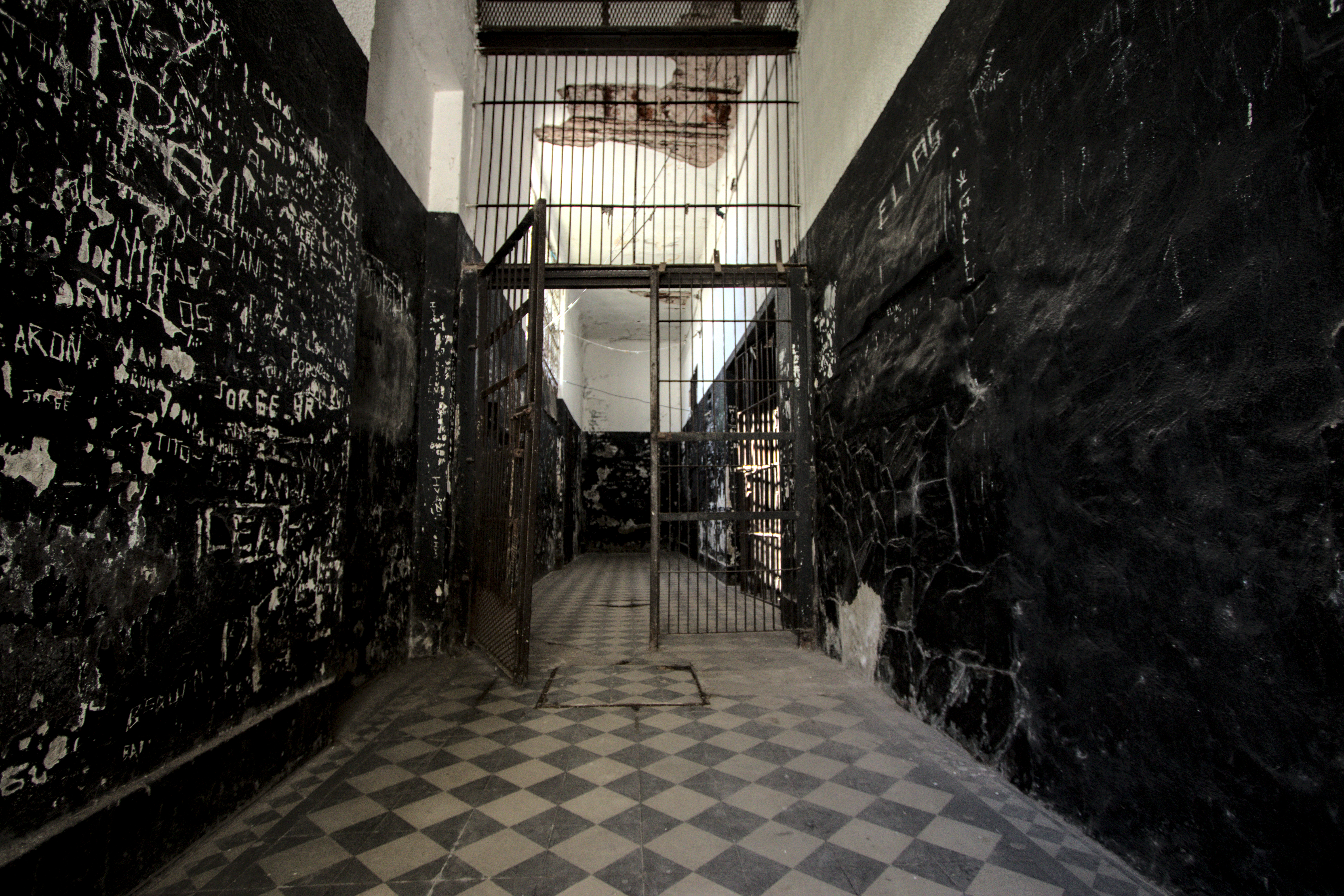
Celdas
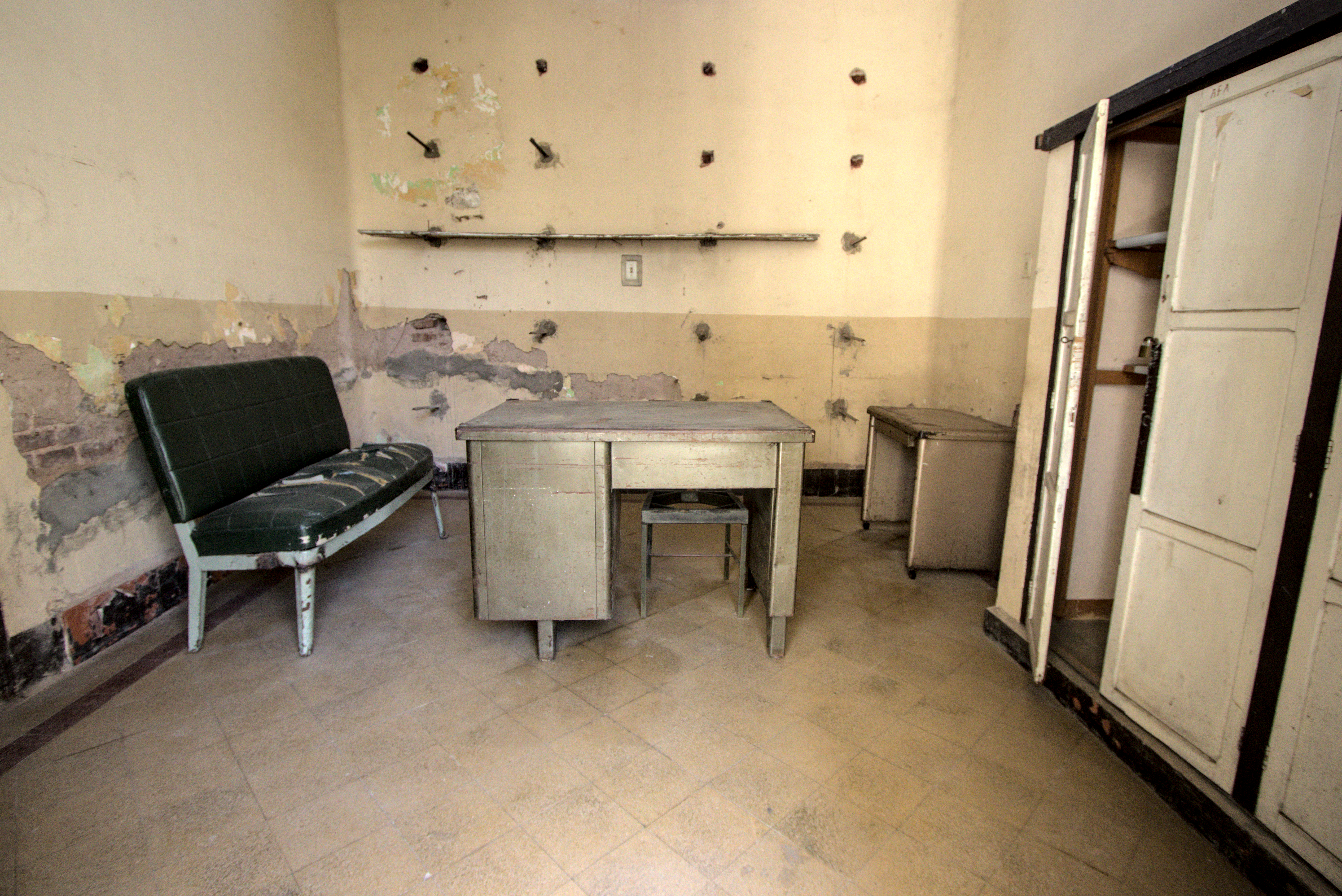
Mobiliario original
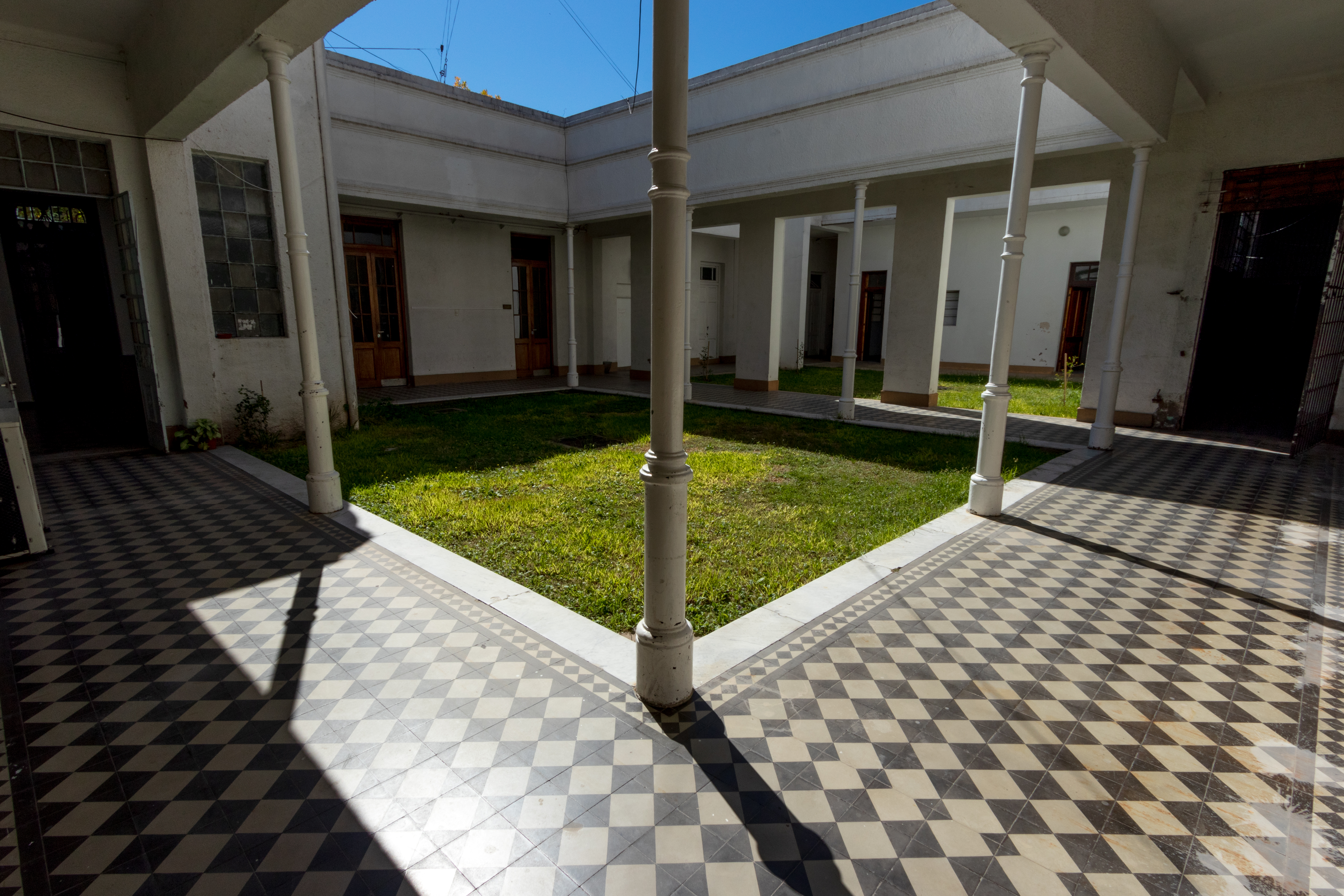
Patio interior
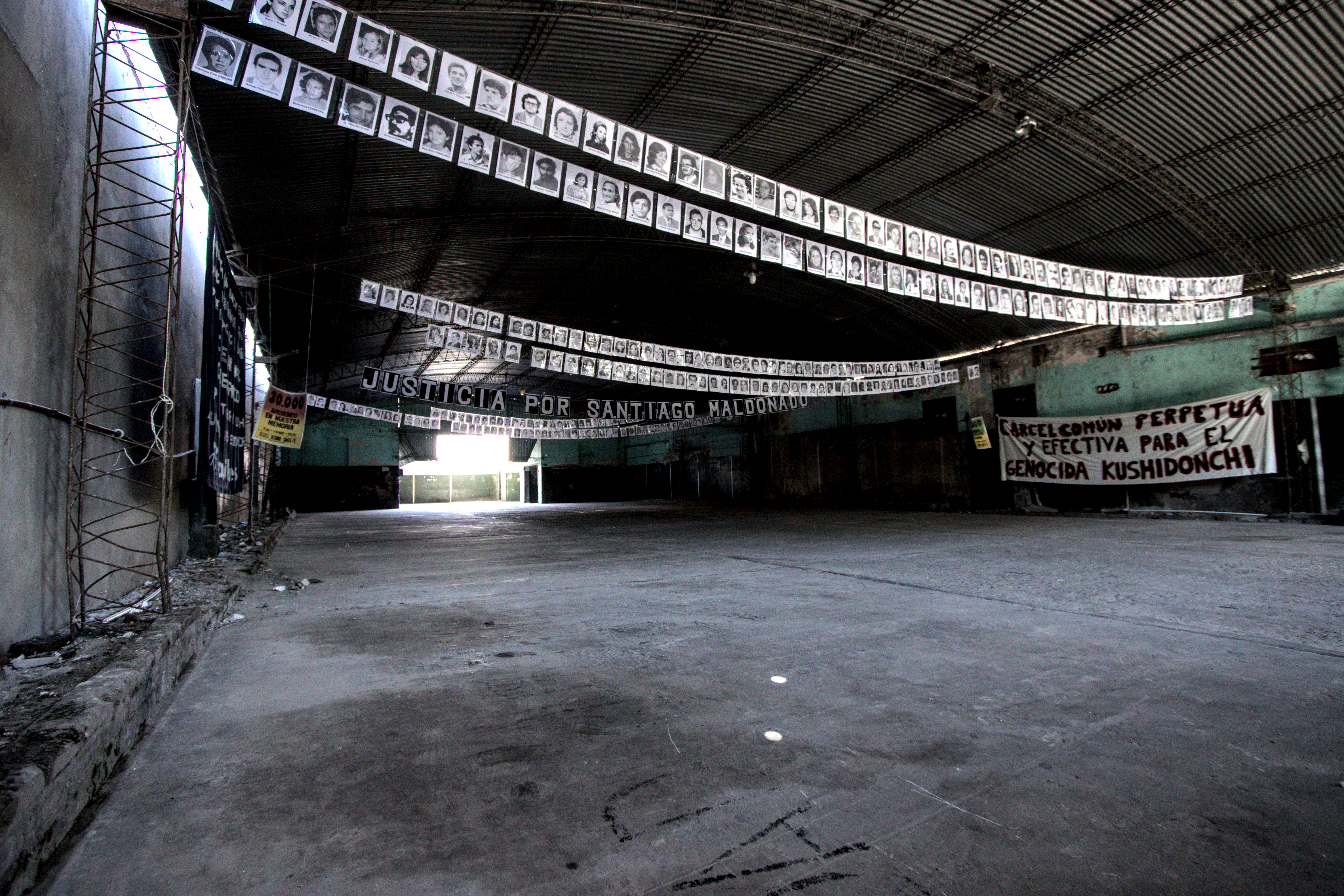
Garage

## Actividades públicas
El 9 de marzo de 2021 fueron homenajeadas mujeres militantes políticas que sufrieron cautiverio en ese Centro Clandestino de Detención durante la dictadura: María Georgina Cubas, Alicia López, Silvia Suppo y Ana María Cámara.
Desde 2022, el espacio recuperado estuvo abierto al público y se realizaron visitas guiadas, principalmente de instituciones educativas. Durante 2023 se realizaron obras de rehabilitación del edificio y en 2024 volvió a abrirse al público desde el 24 de marzo. Visitas guiadas por grupos y rondas de memoria pueden ser solicitadas mediante contacto con la Secretaría de Derechos Humanos.